# BenQ-Siemens S68
BenQ-Siemens S68 — сотовый телефон второго поколения фирмы BenQ-Siemens. Был представлен 18 января 2006 года вместе с моделями BenQ-Siemens EF81 и BenQ-Siemens S88.

## Описание
Аппарат позиционировался как простой и не перегруженный функциями. Поддерживается интерфейс Bluetooth и USB для синхронизации с компьютером. В телефоне был продвинутый клиент для работы с почтой и предусматривалась возможность установки пользователем программ на J2ME.
Корпус из алюминия (передняя панель) и пластика с резиновым напылением (задняя часть). Аппарат выпускается в единственном цветовом варианте Brushed Aluminum, также существует ограниченные серии телефонов с керамическим корпусом и хромированым (зеркальным) покрытием.
В основе телефона лежит микроконтроллер Infineon PMB8876 S-GOLD2. Телефон является прямым потомком Siemens S75, является его облегчённой версией, на программно заблокировано воспроизведение файлов MP3 и AAC(+, ++), хотя поставить AAC-мелодию на вкл./выкл. аппарата можно, видео он тоже не воспроизводит, EDGE отсутствует, также аппарат оснащён новым интерфейсным разъёмом Nano.
Существуют ограниченные версии телефона (Limited Editions): Ceramic, Gold, World Cup Germany 2006.

## Обзоры
Телефон получил в целом положительные рецензии. Отдельно отмечается наличие функционала диктофона. При этом телефон не может воспроизводить видео или mp3, что, как отмечается, было бы все равно бесполезно из-за ограниченного объема памяти.

## Характеристики
| Общие характеристики              | Общие характеристики                      |
| --------------------------------- | ----------------------------------------- |
| Диапазоны частот                  | GSM 900, GSM 1800, GSM 1900               |
| Тип корпуса                       | классический                              |
| Конструкция                       | навигационная кнопка                      |
| Антенна                           | встроенная                                |
| Вес                               | 78 г                                      |
| Размеры                           | 107x44x13 мм                              |
| Звонки                            |                                           |
| Тип мелодий                       | 64-голосная полифония                     |
| Виброзвонок                       | есть                                      |
| Редактор мелодий                  | нет                                       |
| Связь                             |                                           |
| Интерфейсы                        | COM-порт, USB, Bluetooth                  |
| Доступ в интернет                 | CSD, WAP, GPRS, POP/SMTP-клиент           |
| Синхронизация с компьютером       | есть                                      |
| Сообщения                         |                                           |
| Дополнительные функции SMS        | ввод текста со словарём                   |
| MMS                               | есть                                      |
| EMS                               | нет                                       |
| Другие функции                    |                                           |
| Громкая связь(встроенный динамик) | есть                                      |
| Экран                             |                                           |
| Тип экрана                        | цветной TFT экран, 262144 цветов          |
| Размер изображения                | 132x176 пикс.                             |
| Мультимедийные возможности        |                                           |
| Встроенная фотокамера             | нет                                       |
| Аудио                             | SRT, IMY, MIDI, AMR, WAV                  |
| Видео                             | нет                                       |
| Игры                              | есть                                      |
| Java-приложения                   | есть                                      |
| Объём встроенной памяти           | 26 МБ                                     |
| Тип карты памяти                  | нет                                       |
| Питание                           |                                           |
| Тип аккумулятора                  | Li-Ion                                    |
| Ёмкость аккумулятора              | 660 мАч                                   |
| Время разговора                   | 5:00 ч:мин                                |
| Время ожидания                    | 300:00 ч:мин                              |
| Записная книжка и органайзер      |                                           |
| Записная книжка в аппарате        | 500 номеров                               |
| Органайзер                        | будильник, калькулятор, планировщик задач |
| Дополнительная информация         |                                           |
| Особенности                       | диктофон с возможностью записи разговора  |

## Похожие модели
- Siemens C75
- Siemens S75